# Arthur Theate
Arthur Nicolas Theate (Lieja, 25 de mayo de 2000) es un futbolista belga que juega de defensa en el Eintracht Fráncfort de la 1. Bundesliga.

## Trayectoria
Theate comenzó su carrera deportiva en el K. V. Oostende en 2020, y en verano de 2021 fue cedido, con obligación de compra, al Bologna F. C. 1909 de la Serie A, con el que debutó en la competición el 18 de septiembre en la derrota del por 6-1 frente al Inter de Milán, donde hizo además el único gol de su equipo.
El 29 de julio de 2022 fue traspasado al Stade Rennais F. C., equipo con el que firmó por cuatro temporadas. En las dos primeras disputó 82 partidos, en los que marcó ocho goles, y en agosto de 2024 fue cedido al Eintracht Fráncfort. Este lo adquirió en propiedad el siguiente mes de febrero con un contrato hasta junio de 2029.

## Selección nacional
Fue internacional sub-15, sub-16, sub-17, sub-18, sub-19 y sub-21 con la selección de fútbol de Bélgica.
Con la absoluta recibió su primera llamada para las finales de la Liga de Naciones de la UEFA 2020-21, aunque no llegó a debutar. Su estreno se produjo el 16 de noviembre ante Gales en la clasificación para el Mundial 2022.

### Participaciones en Copas del Mundo
| Mundial                        | Sede  | Resultado    | Partidos | Goles |
| ------------------------------ | ----- | ------------ | -------- | ----- |
| Copa Mundial de Fútbol de 2022 | Catar | Primera fase | 0        | 0     |

### Participaciones en Eurocopas
| Copa          | Sede     | Resultado        | Partidos | Goles |
| ------------- | -------- | ---------------- | -------- | ----- |
| Eurocopa 2024 | Alemania | Octavos de final | 3        | 0     |

## Clubes
| Club                         | País     | Año       |
| ---------------------------- | -------- | --------- |
| K. V. Oostende               | Bélgica  | 2020-2022 |
| Bologna F. C. 1909 (cedido)  | Italia   | 2021-2022 |
| Bologna F. C. 1909           | Italia   | 2022      |
| Stade Rennais F. C.          | Francia  | 2022-2025 |
| Eintracht Fráncfort (cedido) | Alemania | 2024-2025 |
| Eintracht Fráncfort          | Alemania | 2025-     |